# Darling Point, New South Wales
Darling Point este o suburbie în Sydney, Australia.